# 马里诺
马里诺（義大利語：Marino）是意大利拉齐奥大区罗马首都广域市的一个市镇，面积26.1平方公里，人口37,684人（2006年）。

## 友好城市
- 比利时安德莱赫特
- 法國 布洛涅-比扬古
- 英国哈默史密斯-富勒姆区
- 德国新克尔恩
- 荷兰赞斯塔德
- 西班牙帕特纳
- 美国欧文
- 希腊纳夫帕克托斯